# Catantopsilus
Catantopsilus is een geslacht van rechtvleugeligen uit de familie veldsprinkhanen (Acrididae). De wetenschappelijke naam van dit geslacht is voor het eerst geldig gepubliceerd in 1929 door Ramme.

## Soorten
Het geslacht Catantopsilus omvat de volgende soorten:
- Catantopsilus angulatus Descamps, 1965
- Catantopsilus carli Ramme, 1929
- Catantopsilus defurcatus Ramme, 1929
- Catantopsilus elongatus Ramme, 1929
- Catantopsilus grammicus Bolívar, 1889
- Catantopsilus hintzi Ramme, 1929
- Catantopsilus plagiatus Uvarov, 1926
- Catantopsilus taeniolatus Karsch, 1893
- Catantopsilus ugandanus Uvarov, 1923